# خوسيه ألفاريز (لاعب كرة قاعدة)
خوسيه ألفاريز (بالإسبانية: José Álvarez)‏ هو لاعب كرة قاعدة فنزويلي، ولد في 6 مايو 1989 في برشلونة، فنزويلا في فنزويلا.

## وصلات خارجية
- خوسيه ألفاريز على موقع دوري كرة القاعدة الرئيسي (الإنجليزية)
- خوسيه ألفاريز على موقعبيزبول رفرنس.كوم (الدوري الرئيسي) (الإنجليزية)
- خوسيه ألفاريز على موقعبيزبول رفرنس.كوم (الدوري الثانوي) (الإنجليزية)
- خوسيه ألفاريز على موقع إي إس بي إن.كوم (أم.أل.بي) (الإنجليزية)
- خوسيه ألفاريز على موقع مشجعي الرسوم البيانية (الإنجليزية)